# 安妮·克莉絲汀·敘德內斯
安妮·克莉絲汀·敘德內斯（挪威語：Anne Kristin Sydnes，1956年5月13日—2017年3月3日）是一名挪威工黨籍政治人物。她曾在2000年至2001年斯托尔滕贝格第一次内阁期間擔任外交部國際發展部部長。她的丈夫是外交官揚·埃格蘭。2017年，她因癌症而逝世，享年60歲。